# Cueta plexiformia
Cueta plexiformia är en insektsart som beskrevs av Krivokhatsky 1996. Cueta plexiformia ingår i släktet Cueta och familjen myrlejonsländor. Inga underarter finns listade i Catalogue of Life.